# الثقافة في الإدراك الموسيقي
تشير الثقافة في الإدراك الموسيقي إلى أثر ثقافة الفرد على إدراكه الموسيقي، بما في ذلك تفضيلاته، والتعرف العاطفي، والذاكرة الموسيقية. تنحاز التفضيلات الموسيقية تجاه التقاليد الموسيقية المألوفة ثقافيًا بدءًا من سن الرضاعة، وتعتمد تصنيفات البالغين للعواطف المتعلقة بقطعة موسيقية على السمات البنيوية العالمية والخاصة ثقافيًا. بالإضافة لكون قدرات ذاكرة الفرد الموسيقية أكبر فيما يخص الموسيقى المألوفة ثقافيًا مقارنةً مع الموسيقى غير المألوفة ثقافيًا يجعل مجموع هذه التأثيرات من الثقافة مؤثرًا قويًا في الإدراك الموسيقي.

## التفضيلات

### أثر الثقافة
تبدأ التفضيلات الخاصة بالموسيقى الملزمة ثقافيًا منذ سن الرضاعة وتستمر خلال فترة المراهقة وسن البلوغ. لم يفهم علماء الموسيقى العرقية، الذين يدرسون العلاقة بين الموسيقى والثقافة، موسيقى الثقافة التي يقومون بدراستها، وفي الواقع، لم يفهموها حتى وإن أمضوا سنوات من حياتهم ضمن تلك الثقافة.
توجد الألفة المتعلقة بأنماط المقاييس الموسيقية الثقافية الاعتيادية مسبقًا عند الرضع الصغار في عمر بضعة أشهر فقط. تشير الأبحاث المتكررة الخاصة بالرضع الغربيين بين عمري 4-8 أشهر أنهم يفضلون المقاييس الموسيقية الغربية، بينما يفضل الرضع الأتراك في نفس العمر كلًا من المقاييس الموسيقية التركية والغربية (المقاييس الغربية لا تكون غير مألوفة بالمطلق في الثقافة التركية). فضلت كلا المجموعتين المقاييس مقارنةً مع مقاييس اعتباطية.
بالإضافة لتأثير خصائص المقاييس، تؤثر الثقافة على قدرة الأشخاص في تحديد الأنماط الموسيقية بشكل صحيح. قيم مراهقون من سنغافورة ومن المملكة المتحدة الألفة والتفضيل لعينات من مقاطع لأنماط موسيقية صينية، وماليزية، وهندية. لم تعبر أي مجموعة عن تفضيلها لمقاطع الموسيقى الهندية، على الرغم من تعرف مراهقي سنغافورة عليها. أظهر المشاركون من سنغافورة تفضيلًا عاليًا وقدرة تعرف على المقاطع الصينية والماليزية؛ أظهر المشاركون من المملكة المتحدة تفضيلًا قليلًا أو تعرفًا لأي من المقاطع الموسيقية، بما أن تلك الأنواع الموسيقية غير موجودة في ثقافتهم الأم.

### تأثير التجربة الموسيقية
قد تؤثر تجربة الفرد الموسيقية بكيفية صياغة التفضيلات الموسيقية من ثقافتهم ومن ثقافات أخرى. يشير أفراد أمريكيين ويابانيين (غير متخصصين بالموسيقى) لتفضيلهم للموسيقى الغربية، لكن الأفراد اليابانيين كانوا أكثر استجابة للموسيقى الشرقية. من بين المشاركين، كان هنالك مجموعة وحيدة ذات تجربة موسيقية ضئيلة ومجموعة وحيدة تعرضت للعديد من التجارب الموسيقية خلال حياتهم. وعلى الرغم من عدم إعجاب المشاركين الأمريكيين واليابانيين بالأنماط الموسيقية الشرقية الرسمية وتفضيلهم للأنماط الموسيقية الغربية، أظهر المشاركون ممن كانت تجاربهم الموسيقية أكبر نطاقًا أوسع من الاستجابات التفضيلية غير المخصصة بثقافتهم الذاتية.

### الثقافات الثنائية
الميوزيكالية المزدوجة (Bimusicalism) أو الثنائية الموسيقية هي ظاهرة يكون فيها الأشخاص على معرفة جيدة وألفة للموسيقى من ثقافتين مختلفتين تتجسد بحساسية مزدوجة لكلا الأنماط الموسيقية. في دراسة أجريت على مشاركين يألفون الموسيقى الغربية، ومشاركين يألفون الموسيقى الهندية، ومشاركين يألفون كلًا من الموسيقى الغربية والهندية، لم يظهر المشاركون ذوي الميوزيكالية المزدوجة (الذين استمعوا لكلٍ من الموسيقى الغربية والهندية) أي تحيز لأي نمط موسيقي بالنسبة لمهام التعرف ولم يشيروا أن أحد الأنماط الموسيقية كان أكثر شدة من الآخر. على النقيض من ذلك، كان المشاركون الذين يألفون الموسيقى الغربية أو الهندية أكثر نجاحًا في التعرف الموسيقي فيما يخص ثقافتهم الخاصة وشعروا أن موسيقى الثقافة الأخرى كانت أكثر شدة بمجملها. تشير هذه النتائج أن الاستماع اليومي للموسيقى من كلا الثقافتين قد ينجم عنه حساسية إدراكية للأنماط الموسيقية الخاصة بتلك الثقافات.
تضفي الثنائية اللغوية نموذجيًا تفضيلات خاصة بلغة الكلمات في الأغنية. عندما استمع طلاب الصف السادس أحاديي اللغة (المتحدثون بالإنجليزية) وثنائيي اللغة (المتحدثون بالإسبانية والإنجليزية) للأغنية ذاتها في نسختين موسيقيتين، إنجليزية وإسبانية ولحنية (دون كلمات)، أظهرت تقييمات التفضيلات تفضيل الطلاب ثنائيي اللغة للنسخة الإسبانية، بينما فضل الطلاب أحاديي اللغة النسخة اللحنية؛ كان افتراق التقارير الذاتية لدى الأطفال ذاته بالنسبة لكل المقاطع. حدد المتحدثون بالإسبانية (أحاديي اللغة) أيضًا تقربهم الأكبر للأغنية الإسبانية. وبالتالي، تتفاعل لغة الكلمات مع ثقافة المستمع وقدراته اللغوية في التأثير على التفضيلات.

## التعرف العاطفي
يساهم نموذج التلميحات الزائدة الخاص بالتعرف العاطفي في التمييز الموسيقي بين التلميحات العالمية، والبنيوية السمعية الملزمة ثقافيًا، والتلميحات السمعية المتعلمة.

### التلميحات النفسية الجسدية
تتضمن التلميحات البنيوية التي تشمل كل التقاليد الموسيقية أبعادًا مثل النظم «سرعة الأداء (Tempo)» وجهارة الصوت، وطابع الصوت. على سبيل المثال، يرتبط النظم السريع نموذجيًا بالسعادة، بغض النظر عن خلفية المستمع الثقافية.

### التلميحات الملزمة ثقافيًا
تعتمد التلميحات الملزمة ثقافيًا على معرفة الأعراف في تقليد موسيقي معين. قال علماء الموسيقى العرفية أن هنالك حالات معينة قد تُغنى فيها الأغنية في ثقافات مختلفة. تميز هذه الحالات من خلال التلميحات الثقافية ومن خلال شعب تلك الثقافة. قد يُفسر طابع صوتي ما بتمثيله لعاطفة ما من قبل المستمعين الغربيين وعاطفة أخرى من قبل المستمعين الشرقيين. قد يكون هنالك تلميحات ملزمة ثقافيًا أخرى كذلك، على سبيل المثال، تعرف موسيقى الروك اند رول عادةً أنها نمط متمرد من الموسيقى ومرتبط بالمراهقين وأن الموسيقى تعكس مُثلهم واعتقاداتهم التي تعتقد ثقافتهم بها.

### نموذج التلميحات الزائدة
وفقًا لنموذج التلميحات الزائدة، يستخدم الأفراد المعرضين لموسيقى من تقليدهم الثقافي لكلا التلميحات النفسية الجسدية والملزمة ثقافيًا في تعريف العاطفية. وبشكل جدلي، يعتمد تصور العاطفة في الموسيقى غير المألوفة بشكل وحيد على الخصائص العالمية والنفسية الجسدية. يصنف المستمعون اليابانيون بدقة المقاطع الموسيقية الغاضبة، والمبهجة، والسعيدة من تقاليدهم المألوفة (عينات موسيقية يابانية وغربية) وتقاليد غير مألوفة نسبيًا (هندوستانية). يقيم المشاركون الألحان السريعة والبسيطة على أنها مبهجة؛ وتُقيم العينات البطيئة البسيطة على أنها حزينة، والمقاطع الصاخبة والمعقدة تُعتبر غاضبة. تقترح العلاقة المتينة بين الأحكام العاطفية والتلميحات البنيوية السمعية أهمية الخصائص الموسيقية العالمية في تصنيف الموسيقى غير المألوفة.
عندما حاول المشاركون الكوريون والأمريكيون إبداء رأيهم في العاطفة المقصودة من الأغاني الكورية التقليدية، كان تعريف المجموعة الأمريكية للأغاني السعيدة والحزينة مقابلًا للمستويات الملاحظة من قبل المستمعين الكوريين. وبشكل مفاجئ، أظهر الأمريكيون دقة أكبر في تقييمات الغضب من المجموعة الكورية. تشير النتيجة الأخيرة لوجود اختلافات ثقافية في إدراك الغضب بشكل مستقل عن الألفة، بينما يشير تشابه الأحكام السعيدة والحزينة الأمريكية والكورية لدور التلميحات السمعية العالمية في الإدراك العاطفي.
يختلف تصنيف الموسيقى غير المألوفة مع العاطفة المقصودة. يتوسط طابع الصوت تعرف المستمعين الغربيين على الأغاني الهندوستانية الغاضبة والمسالمة. يساعد الطابع الصوتي للفلوت في كشف السلام، بينما يدعم طابع الصوتي للأوتار معرفة الغضب.  من ناحية أخرى، تعتمد تقييمات السعادة والحزن بشكل رئيسي نسبيًا معلومات بنيوية ذات «المستوى المنخفض» مثل النظم. كلا التلميحات منخفضة المستوى (مثلًا، سرعة الأداء البطيئة) وطابع الصوت الداعم لكشف الموسيقى المسالمة، لكن الطابع الصوتي وحده يلمح للتعرف على الغضب. يحدث تواصل السلام في مستويات بنيوية متعددة، بينما يبدو أن الغضب ينقل حصريًا من خلال الطابع الصوتي. قد تساهم التشابهات بين الأصوات العدوانية والموسيقى الغاضبة (مثلًا، الخشونة) في إبراز الطابع الصوتي في تقييمات الغضب.